# Carlos Chávez
Carlos Chávez (Popotla, México, 13 de junho de 1899 - Cidade do México, 2 de agosto de 1978) foi um compositor mexicano.
Após aprender composição básica de forma autodidata, Carlos estudou com Manuel María Ponce no conservatório nacional do México. Depois, fez viagens ao restante da América do Norte e à Europa. De volta a seu país, fundou a Orquestra Sinfônica do México e dirigiu o mesmo conservatório onde estudou.